# Días de Santiago – Krieg kennt nur Opfer
Días de Santiago – Krieg kennt nur Opfer ist ein peruanisches Filmdrama aus dem Jahre 2004, welches sich mit dem Schicksal eines peruanischen Soldaten beschäftigt, welcher nach seiner Militärzeit mit dem Zivilleben nicht zurechtkommt.

## Handlung
Der 23-jährige Santiago Románer kommt nach 6 Jahren Militärdienst in seine Heimatstadt Lima zurück. Während seiner Militärzeit war Santiago an der ecuadorianischen Grenze stationiert und musste gegen Terroristen und Drogenhändler kämpfen. Santiago versucht ein normales Leben zu führen, aber das chaotische Leben in Lima passt nicht mit seinen in der Militärzeit vermittelten Vorstellungen zusammen. Er wird zunehmend gewalttätig.

## Kritiken
„Wie der Vietnam Travis Bickle findet Santiago nicht zurück in das Koordinatensystem eines bürgerlichen Lebens, zumal das Peru der Nach-Fujimori-Ära, in dem über die Hälfte der Bevölkerung unterhalb der Armutsgrenze lebt, von Normalität weit entfernt ist.“ (epd Film)

## Auszeichnungen
- International Film Festival Rotterdam 2004 – Tiger Competition (Welturaufführung)
- Internationale Filmfestspiele Berlin (European Film Market)
- Rencontres Cinémas d’Amérique Latine, Toulouse
- Internationales Filmfestival Freiburg – Grand Prix Regard d’Or, Ecumenical Jury – Award, FIPRESCI-Preis, E-changer Award (Youth Jury)
- Infinity Film Festival Alba, Italy – Beste Regie, Publikumspreis, Signis Award (catholic award)
- Buenos Aires, Festival Internacional de Cine Independiente – Bester Schauspieler: Pietro Sibille
- Transilvania International Film Festival, Cluj -Bester Film
- Internationales Film Festival Innsbruck – Bester Film
- Rencontres internationales de cinéma, Paris – Prix de l’Avenir
- Montreal Festival International du Nouveau Cinema – Bester Film
- Cuenca Film Festival, Ecuador – Bester Schauspieler
- Festival Iberamericanco “Cero Latitud”, Quito – Critics Award, Special Jury Mention
- Internationales Festival des Neuen Lateinamerikanischen Films, Havanna, Kuba – Opera Prima: Special Jury Mention
- Bratislava International Film Festival, Slowakei – Bester Schauspieler
- International Film Festival of Kerala – Bester Film
- International Film Festival Pune, India – Bester Film
- Miami International Film Festival – Bester Film
- Irvine Latin American Film Festival, Providence, USA: Bester Film, beste Regie, bester Schauspieler, beste Musik